# Алексино (Зубцовский район)
Алексино  — деревня в Зубцовском районе Тверской области. Входит в состав Зубцовского сельского поселения.

## География
Находится в южной части Тверской области на расстоянии приблизительно 13 км на север по прямой от районного центра города Зубцов.

## История
Деревня была отмечена еще на карте 1825 года. В 1859 году здесь (деревня Зубцовского уезда Тверской губернии) было учтено 54 двора, в 1941—108. 

## Население
Численность населения: 486 человек (1859 год), 19 (русские 95 %) в 2002 году, 13 в 2010.